# Herochroma subspoliata
Herochroma subspoliata là một loài bướm đêm trong họ Geometridae.